# Allouez
Allouez es una villa ubicada en el condado de Brown en el estado estadounidense de Wisconsin. En el Censo de 2010 tenía una población de 13.975 habitantes y una densidad poblacional de 1.046,91 personas por km².

## Geografía
Allouez se encuentra ubicada en las coordenadas 44°28′20″N 88°1′35″O / 44.47222, -88.02639. Según la Oficina del Censo de los Estados Unidos, Allouez tiene una superficie total de 13.35 km², de la cual 11.94 km² corresponden a tierra firme y (10.55%) 1.41 km² es agua.

## Demografía
Según el censo de 2010, había 13.975 personas residiendo en Allouez. La densidad de población era de 1.046,91 hab./km². De los 13.975 habitantes, Allouez estaba compuesto por el 89.69% blancos, el 5.03% eran afroamericanos, el 0.98% eran amerindios, el 1.78% eran asiáticos, el 0.05% eran isleños del Pacífico, el 0.95% eran de otras razas y el 1.52% pertenecían a dos o más razas. Del total de la población el 2.74% eran hispanos o latinos de cualquier raza.